# Johannes Schwanitz
Johannes Schwanitz (* 7. Juli 1962 in Warendorf) ist ein deutscher Wirtschaftswissenschaftler.

## Forschung
In der Forschung beschäftigt er sich mit dem Bereich Neue Medien und Multi-Channel-Management im Handels- und Finanzdienstleistungssektor. Er veröffentlichte unter anderem in den Betriebswirtschaftlichen Blättern, dem Bankmagazin und in die bank. Seine Promotion wurde 1999 beim Fritz Knapp Verlag, Frankfurt am Main wiederveröffentlicht.

## Lehre
Nach seinem Studium des Wirtschaftsingenieurwesens an der Universität Paderborn promovierte er 1995 an der Gerhard-Mercator-Universität in Duisburg zum Thema Elastizitätsorientierte Zinsrisikosteuerung in Kreditinstituten. Die Doktorarbeit wurde mit dem Duisburger National-Bank-Preis ausgezeichnet. Von 1998 bis 2002 war er Professor für Wirtschaftsinformatik an der Fachhochschule Wedel, von 2002 bis 2008 Professor und Prodekan für Asset- und Finanzmanagement an der International School of Management Dortmund. Seit 2008 unterrichtet er am Institut für Technische Betriebswirtschaft der FH Münster als Professor für Human Resources und Informationsmanagement.